# Provincia Chainat
Chainat (în thailandeză ชัยนาท) este o provincie (changwat) din Thailanda. Situată în regiunea de Centru, provincia Chainat are în componența sa 8 districte (amphoe), 53 de sub-districte (tambon) și 474 de sate (muban). 
Cu o populație de 335.922 de locuitori și o suprafață totală de 2.469,7 km2, Chainat este a 65-a provincie din Thailanda ca mărime după numărul populației și a 64-a după mărimea suprafeței.